# Vittangijärvi (ödegård)
Vittangijärvi är en ödegård i Kiruna kommun vid sjön Vittangijärvi. Den ligger norr om Jukkasjärvi i den väglösa så kallade Norra triangeln, inom Esranges raketskjutfält. 
Fisketräsket Vittangijärvi nämns i skattelängder vid några tillfällen mellan 1559 och 1599. Den hörde då till Siggevara, en av de historiska lappbyarna i området.
Den första gården vid sjön Vittangijärvi etablerades under första hälften av 1800-talet. År 1825 avstyckades av kronan stället Härkäniemi (Renoxudden) på 1/16 mantal för fast bosättning vid viken Kaivalahti vid sjön Vittangijärvis norra strand. Där ska en Henrik Olsson Paanis från Talma sameby ha varit nybyggare. 
Nästa kända nybyggare vid Vittangijärvi var Johan Johansson Pessa (1797-1861) och hans familj, bestående av hustrun Anna Kajsa Johansdotter (född 1793 eller 1794) och barnen Fredrik (1828-1915) och Erik (1831-1921). De kom från Palojärvi i Pessalompolo i Övertorneå församling i Finland, som ligger omkring 250 kilometer därifrån. Familjen anlände 1843.
Fredrik Johansson Pessa; född den 26 december 1828, tog över gården 1854, medan den yngre broderna Erik flyttade till Junosuando. Fredrik gifte sig 1850 med Greta Maria Henriksdotter (1829-76). Av deras byggen på gården står härbret fortfarande kvar. Paret fick elva barn, födda mellan 1851 och 1872. Efter Greta Maria Henriksdotters död gifte Fredrik om sig 1878 med Anna Brita Andersdotter Paksuniemi från Paksuniemi (född 1845). I detta äktenskap föddes fyra barn 1883-1910. 
Inget av barnen tog över gården i Vittangijärvi, viken Anna Britta Andersdotter Paksuniemi fick lämna efter maken Fredrik Johansson Pessas död 1915. Två av barnen hade flyttade till byn Sevuvuoma, ungefär tio kilometer därifrån. År 1924 brann de flesta av gårdens byggnader ned. Kvar finns härbret, som är i gott skick och rester av sommarladugården.